# Metoda Gałęzowskiego
Metoda Gałęzowskiego – operacyjna metoda leczenia odwarstwienia siatkówki opracowana w 1903 roku przez polskiego okulistę Ksawerego Gałęzowskiego.

## Opis
Ksawery Gałęzowski poszukiwał sposobu leczenia odwarstwienia siatkówki, która wówczas była chorobą nieuleczalną prowadzącą do ślepoty. Początkowo stosował praktykę wstrzyknięcia jodu w celu uzyskania odczynu zlepnego pomiędzy siatkówką a naczyniówką, a także opisał w pracy naukowej przypadek przyłożenia odwarstwionej siatkówki po jej nacięciu.
W 1903 roku w Paryżu na Kongresie Okulistów Francuskich zaprezentował skonstruowane przez siebie urządzenie służące do przypalania siatkówki w przypadkach przedarć – żegadło. Zaprezentował również wyniki swoich doświadczeń z wykorzystaniem opracowanego przez siebie sposobu leczenia.
Metoda Gałęzowskiego upowszechniła się dopiero 26 lat później, kiedy ogłosił ją powtórnie szwajcarski okulista Jules Gonin, który obecnie jest uznawany za jej odkrywcę na zachodzie.